# Neoepinnula
Neoepinnula är ett släkte av fiskar. Neoepinnula ingår i familjen havsgäddefiskar.
Kladogram enligt Catalogue of Life:
| Neoepinnula | \| \| Neoepinnula americana \| \| \| \| \| \| Neoepinnula orientalis \| \| \| \| |
|             | \| \| Neoepinnula americana \| \| \| \| \| \| Neoepinnula orientalis \| \| \| \| |
|             | Diplospinus                                                                      |
|             |                                                                                  |
|             | Epinnula                                                                         |
|             |                                                                                  |
|             | Gempylus                                                                         |
|             |                                                                                  |
|             | Lepidocybium                                                                     |
|             |                                                                                  |
|             | Nealotus                                                                         |
|             |                                                                                  |
|             | Nesiarchus                                                                       |
|             |                                                                                  |
|             | Paradiplospinus                                                                  |
|             |                                                                                  |
|             | Promethichthys                                                                   |
|             |                                                                                  |
|             | Rexea                                                                            |
|             |                                                                                  |
|             | Rexichthys                                                                       |
|             |                                                                                  |
|             | Ruvettus                                                                         |
|             |                                                                                  |
|             | Thyrsites                                                                        |
|             |                                                                                  |
|             | Thyrsitoides                                                                     |
|             |                                                                                  |
|             | Thyrsitops                                                                       |
|             |                                                                                  |
|             | Tongaichthys                                                                     |
|             |                                                                                  |
|             | Neoepinnula americana                                                            |
|             |                                                                                  |
|             | Neoepinnula orientalis                                                           |
|             |                                                                                  |

|  | Neoepinnula americana  |
|  |                        |
|  | Neoepinnula orientalis |
|  |                        |